# بهارات جاگدئو
بهارات جاگدئو (انگلیسی: Bharrat Jagdeo؛ زادهٔ ۲۳ ژانویهٔ ۱۹۶۴) یک سیاست‌مدار اهل گویان است که رئیس‌جمهور این کشور از ۱۱ اوت ۱۹۹۹ میلادی تا ۳ دسامبر ۲۰۱۱ میلادی بود. وی در سطح جهانی سمت‌هایی در زمینه‌های توسعه پایدار، رشد سبز و تغییرات آب و هوایی را عهده‌دار است.
قبل از دوران ریاست جمهوری او وزیر دارایی گویان و پس از استعفا جنت جگان به دلیل بیماری، رئیس جمهور شد. پس از آن او برندهٔ انتخابات ریاست‌جمهوری گویان در سال‌های ۲۰۰۱ میلادی و ۲۰۰۶ میلادی شد.
جاگدئو در دهکده یونیتی در ناحیهٔ ساحلی شرق منطقه دمرارا متولد شد.